# Elizabeth Bogush
Elizabeth Bogush (Perth Amboy (New Jersey), 24 september 1977) is een Amerikaanse actrice.

## Biografie
Bogush is in haar kinderjaren met haar familie verhuisd naar Pittsburgh (Pennsylvania) en daarna naar Hingham (Massachusetts), om daarna in 1995 terug te keren naar New Jersey. Hier begon zij met het leren van acteren op achttienjarige leeftijd in New York. Bogush is begonnen als model, in 1994 werkte zij bij een modellenbureau in Tokio (Japan) en in 1995 en 1996 werkte zij bij een bureau in Miami, Florida. In 1998 verhuisde zij naar Los Angeles om zich te wijden aan het leven als actrice. 
Bogush begon in 1993 met acteren in de televisieserie The Adventures of Pete & Pete. Hierna heeft zij nog meerdere rollen gespeeld in televisieseries en televisiefilms zoals Beverly Hills, 90210 (1999), Titans (2000-2001), The Mountain (2004-2005), October Road (2007-2008) en The Forgotten (2009-2010).
Bogush is in 2000 getrouwd en is in 2002 gescheiden. Zij hertrouwde in 2005 en woont nog steeds in Los Angeles met haar echtgenoot.

## Filmografie

### Films
Uitgezonderd korte films.
- 2018 Last Night - als Holly
- 2014 Cooties - als huilende moeder
- 2012 Acting Like Adults - als Laura
- 2011 Big Mike – als Caroline Hayworth
- 2008 Play or Be Played – als Emily Frayne
- 2006 Starstruck – als Elizabeth
- 2006 Jam – als Jen
- 2005 Breadwinners – als Elizabeth Fuller
- 2005 Tweek City – als Sharon Wasley
- 2003 Platonically Incorrect – als ??
- 1999 Eastside – als Claire Gabriel

### Televisieseries
Uitgezonderd eenmalige gastoptredens.
- 2025 Suits LA - als Helen Lane - 2 afl.
- 2014 - 2022 NCIS: Los Angeles - als Joelle Taylor - 15 afl.
- 2019 - 2020 The Blacklist - als Elodie Radcliffe - 6 afl.
- 2015 - 2016 The Young and the Restless - als dr. Anderson - 34 afl.
- 2015 The Messengers - als Kay Fairburn - 3 afl.
- 2013 - 2014 Masters of Sex - als Elise Langham - 3 afl.
- 2010 Marry Me – als Trudy Rumson – 2 afl.
- 2009 – 2010 The Forgotten – als Greta Wilkes – 5 afl.
- 2002 – 2009 Scrubs – als Alex Hanson – 4 afl.
- 2008 Gemini Division – als dr. Elizabeth Gavillan / Dr. Jill Sinclair – 4 afl.
- 2007 – 2008 October Road – als Alison Rowan – 12 afl.
- 2004 – 2005 The Mountain – als Max Dowling – 12 afl.
- 2000 – 2001 Titans – als Jenny Williams – 14 afl.
- 2000 Felicity – als Pam – 2 afl.
- 1999 Beverly Hills, 90210 – als Cherise – 3 afl.